# Vinícius (ur. 1986)
Vinícius Oliveira Franco (ur. 16 maja 1986 w Campo Grande) – brazylijski piłkarz występujący na pozycji pomocnika. Od lipca 2013 jest zawodnikiem cypryjskiego zespołu APOEL FC.